# Ibex Airlines
Pour les articles homonymes, voir Ibex.

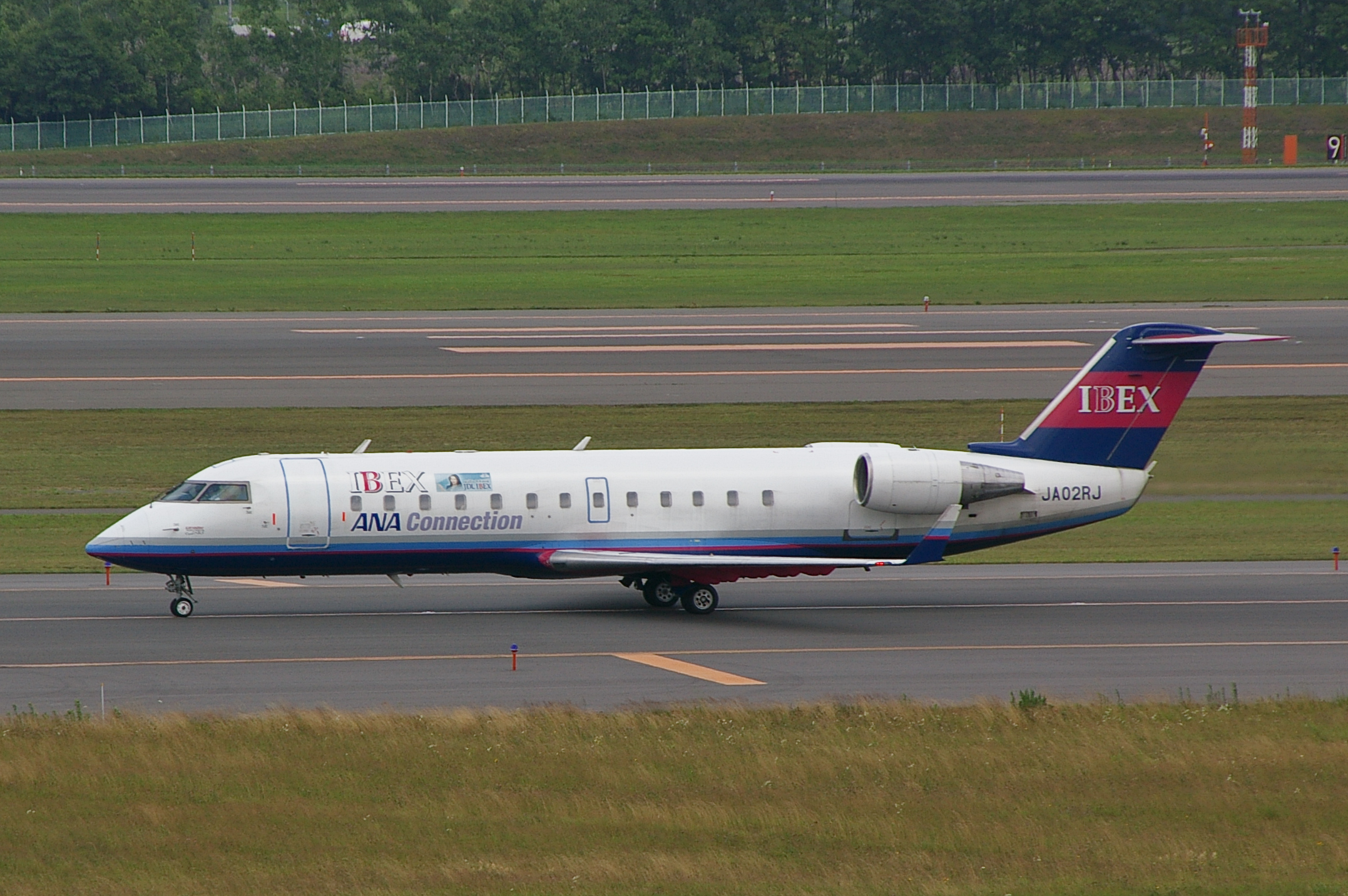
Un ancien Bombardier CRJ-100LR d'Ibex Airlines

IBEX Airlines (code AITA : FW ; code OACI : FRI) est une compagnie aérienne japonaise.
Son nom japonais est [ アイベックス。 IBEXエアラインズ]. Ancien nom Fairinc.

## Flotte

### Flotte actuelle
La flotte d'Ibex Airlines est constituée de la manière suivante au 29 novembre 2020:

### Ancienne flotte
- Bombardier CRJ-100LR
- Bombardier CRJ-200ER